# Erwin Helm
Erwin Helm (*  5. September 1910 in Leipzig; † 25. November 1993) war ein Offizier der Wehrmacht (letzter Dienstgrad Major) und Leiter eines fliegenden Standgerichts in der Endphase des Zweiten Weltkrieges. Er wurde wegen Verbrechen gegen die Menschlichkeit in der DDR zu lebenslangem Zuchthaus verurteilt.

## Lebenslauf
Erwin Helm war Sohn eines Eisenbahners. Bis 1924 besuchte er die Volksschule, dann vier Jahre ein katholisches Internat in Bautzen, dort erwarb er die Obersekundareife, die heute der Mittleren Reife entspricht.
1929 verpflichtete er sich freiwillig für zwölf Jahre zum Dienst bei der Reichswehr. Bis 1938 gehörte er Infanterie-Einheiten in Dresden, Plauen und Glauchau an. Er nahm mit dem Infanterie-Regiment 185 am Frankreichfeldzug teil. Als Oberleutnant wurde er im Frühjahr 1942 Kompanieführer eines Infanterie-Bataillons, das an die Ostfront verlegt wurde. Dort wurde er Mitte 1942 das erste Mal an Rücken und rechtem Arm verwundet.
Im Oktober 1943 erhielt er in der Nähe von Orscha eine schwere Schädel- und Hirnverletzung und nahm danach nicht mehr aktiv an Kampfeinsätzen teil. Im April wurde er zum Major befördert und übernahm im Februar 1945 in der Eifel einen Auffangstab der 7. Armee.
Helm wurde am 23. Mai 1945 in Zwickau aus amerikanischer Gefangenschaft entlassen. Ab 1946 arbeitete er als Lohnbuchhalter und Personalsachbearbeiter in dem VEB Feinzwirnerei und Nähfadenfabrik. 1948 stand er mit mehreren führenden Angestellten wegen Wirtschaftsvergehen in Glauchau vor Gericht und wurde zu zweieinhalb Jahren Gefängnis und einer hohen Geldstrafe verurteilt. 1950 kam er vorzeitig frei und zog seiner Familie nach Leipzig hinterher.
Im November 1952 wurde er erneut verhaftet; im Dezember 1952 erging Haftbefehl gegen ihn wegen Verbrechen gegen die Menschlichkeit als Standgerichtsherr. Am 10. und 11. September 1953 fand die Verhandlung gegen Erwin Helm und seinen Mittäter Bruno Bähr vor dem Strafsenat 1a, einem Schöffengericht bei dem Stadtgericht Berlin statt, beide wurden zu lebenslangem Zuchthaus verurteilt. Laut schriftlicher Urteilsbegründung hatte Helm in den Vernehmungen 20 bis 30 Hinrichtungen zugegeben, Bähr hatte sieben Todesurteile des Standgerichts unter seinem Vorsitz gestanden. Helm saß in Brandenburg ein.
Durch eine Amnestie kam Helm am 28. April 1956 frei. Die Untersuchungshaft angerechnet, hatte Erwin Helm für seine Kriegsverbrechen als verantwortlicher Gerichtsherr des fliegenden Standgerichts drei Jahre und fünf Monate verbüßt. Er siedelte in die Bundesrepublik nach Baden-Württemberg um. Erwin Helm starb am 25. November 1993.

## Das fliegende Standgericht unter Helms Leitung
Das fliegende Standgericht unter Major Erwin Helms Leitung wurde im März 1945 gegründet; in Bensheim an der Hessischen Bergstraße fanden am 22. oder 23. März 1945 die ersten drei Hinrichtungen statt.
Das Standgericht gehörte zu einem Auffangstab der 7. Armee, die sich zu diesem Zeitpunkt von der Eifel Richtung Osten zurückzog. Diese Auffangstäbe sollten im Rücken der Front Soldaten sammeln, neu aufstellen und den Fronteinheiten zuführen und gegen Deserteure vorgehen. Helm übernahm seinen Auffangstab in einer Kaserne in Wittlich. Den Rückzug der 7. Armee begleitend, zog er mit ihm und dem Standgericht von hier über Südhessen und Nordbayern nach Westböhmen.
Bis zur Kapitulation am 8. Mai 1945 zogen Auffangstab und Standgericht Helms in das südliche Sachsen weiter. Hier begaben sie sich zumeist in amerikanische Kriegsgefangenschaft und wurden in einem Lager in Zwickau auf dem Gelände der Audi-Werke interniert, Helm wurde Lagerkommandant. Anfang Juli 1945 zogen die US-Truppen aus Sachsen und Thüringen ab, die Rote Armee rückte ein; die Teilnehmer an den fliegenden Standgerichten wurden freigelassen. In späteren Vernehmungen nach Kriegsende gab Helm die Zahl von 20 bis 30 Hinrichtungen des von ihm geleiteten Standgerichts an. Unabhängige Quellen sprechen von mindestens 56 Hinrichtungen.
Mitte November 1952 fand vor dem Schwurgericht Würzburg ein Prozess gegen vier Mitglieder des Standgerichts Helm statt. Die Anklage lautete auf Totschlag und Rechtsbeugung. Der Hauptverantwortliche, Erwin Helm, saß allerdings unerreichbar für die westdeutsche Justiz in der damaligen Sowjetischen Besatzungszone. Drei „unrechtmäßige, einwandfrei geklärte Todesurteile“ unter etwa dreißig bekannten Fällen lagen der Anklage zugrunde: Die Erhängung des Landwirts Karl Weiglein in Zellingen/Main, der sich gegen das unnütze Sprengen von Brücken ausgesprochen hatte. In Frühbuß im Sudetenland wurde ein Leutnant gehängt, weil er mit einer Gruppe fußkranker Soldaten nicht weit genug marschiert war. In Kronach war das Opfer der Obergefreite Herbert Susel aus Lauf/Pegnitz. Als Henker fungierte jedes Mal der Major Helm selbst.